# آماندا کورتوویک

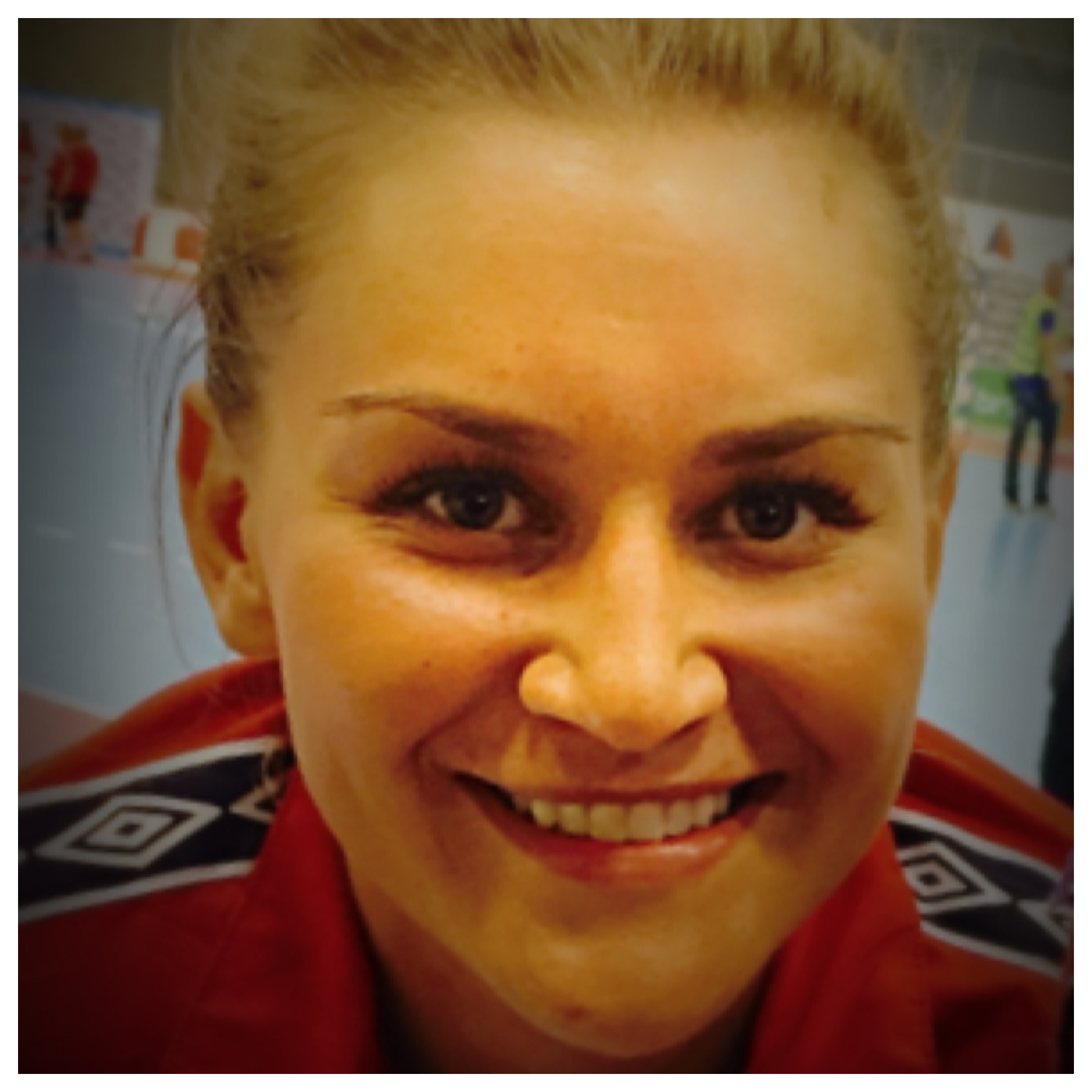

آماندا کورتوویک (نروژی: Amanda Kurtović؛ زادهٔ ۲۵ ژوئیهٔ ۱۹۹۱) یک بازیکن هندبال اهل نروژ است. وی دارنده طلا بازی‌های المپیک تابستانی ۲۰۱۲ و برنز بازی‌های المپیک تابستانی ۲۰۱۶ در رشته تیمی هندبال است.